# Ника Турбина
Ника Турбина (на руски: English) е руска поетеса и писателка, авторка на произведения в жанра лирика. Става известна със своите дълбоки и емоционални стихове, които пише от ранна възраст.

## Биография и творчество
Ника Георгиевна Турбина, с рождено име Ника Торбина, е родена на 17 декември 1974 г. в Ялта, Кримска област, Украинска съветска социалистическа република, Съветски съюз. Майка ѝ е художничката Мая Никаноркина, а баща ѝ е актьорът Георгий Торбин. Родителите ѝ скоро се разделят и тя израства в семейството на майка си, което е тясно свързано с изкуството.
Пише първото си стихотворение много малка, на четиригодишна възраст, с помощта на майка си. Започва да пише поезия на шестгодишна възраст. През 1981 г. тя е открита от писателя Юлиан Семьонов, който прекарва част от годината в родния ѝ град Ялта. По негова препоръка стиховете ѝ са публикувани във вестник „Комсомолская правда“ с псевдонима Ника Турбина (който по-късно става нейно официално име). През 1984 г., когато е 10-годишна, е издадена първата ѝ стихосбирка – „Чернова“ с предговор от Евгений Евтушенко. Преводи от нея са издадени на 12 езика по света, включително във Франция, Италия и Великобритания. Запис на нейни рецитации се продава в над 30 000 копия в тогавашния Съветски съюз. През 1985 г. за стиховете си получава наградата „Златен лъв“ на Венецианското биенале. През кратката си кариера е авторка на няколко стихосбирки.
Мечтае да стане актриса и следва в продължение на една година във Всеруския държавен институт по кинематография „С. А. Герасимов“, но прекъсва. Също така следва една година в Московския държавен институт за култура, но също прекъсва. Страда от психически проблеми, но участва в самодейни представления и пише поезия.
Ника Турбина умира след падане от прозореца на 5-ия етаж на апартамента на 11 май 2002 г. в Москва, Русия. Счита се, че падането е станало случайно и е нещастен случай. Погребана е във Ваганковското гробище в Москва.
За нея са направени документалните филми „Три полета на Ника Турбина“ и „Ника Турбина: Последният полет“ са посветени на живота и творчеството ѝ. По историята на живота ѝ е направен биографичният художествен филм „Ника“ на режисьорката Василиса Кузмина с участието на Елизавета Янковская, а премиерата му е на фестивала South by Southwest през 2022 г.

## Произведения
- Черновик (1984) – с предговор на Евгений Евтушенко[4]
- Ступеньки вверх, ступеньки вниз… (1990, 1991)
- Чтобы не забыть: Стихотворения, записки (2004)
- Стала рисовать свою судьбу: Стихотворения, записки (2011)